# The Headhunters
The Headhunters es una banda estadounidense de Jazz funk, conocida sobre todo por su asociación con el pianista Herbie Hancock en la década de los 70.

## Trayectoria, estilo y valoración
A principios de los 70, el álbum The Head Hunters supuso una nueva vuelta de tuerca en la carrera de Herbie Hancock, cuya aproximación al jazz fusion de la época se caracterizaba por un carácter más ligero y comercial. Antes de 1973 el pianista había liderado una banda llamada the Sextant, con la que había grabado tres discos que aglutinaban influencias del mundo del jazz, del r&b y del rock y que habían obtenido resultados comerciales más bien modestos. Hancock disolvió la banda para formar The Headhunters, cuya formación original estaba integrada por el saxofonista Bennie Maupin (quien procedía de Sextant), el bajista Paul Jackson, el baterista Harvey Mason, y el percusionista Bill Summers. La formación grabó un  álbum titulado precisamente Head Hunters, y su accesible fusión de funk y rock sedujo a un público muy numeroso que abarcaba fans del mundo del r&b y del rock. El disco vendió cerca de un millón de copias, superando al famoso Bitches Brew de Miles Davis, e incluía "Chamaleon", un tema que se convertiría en un clásico a través de innumerables samples posteriores y una versión funky de otro clásico de Hancock: "Watermelon Man".
Head Hunters sentó las bases musicales de lo que iba a ser la obra de Hancock en los 70, no sólo con la banda, sino en otros trabajos a su nombre como "Thrust" (1974), "Man-Child" (1975), "Secrets" (1976) y "Sunlight" (1977). y situó a Hancock entre lo mejor de la vanguardia del jazz fusion de la época. Aunque el pianista había colaborado directamente con Miles Davis en la gestación del nuevo movimiento, había orientado decididamente su música hacia el groove, fuertemente influenciado por artistas como Sly Stone, Curtis Mayfield, o James Brown. El disco desarrollaba bases funky sobre las cuales Hancock ejecutaba los solos con sintetizadores, toda una innovación en la época. Incorporaba la sensibilidad del músico de jazz en forma de largas improvisaciones, pero lo hacía sobre una base rítmica bien anclada en los patrones del funk, del soul y del r&b, lo que le valió al mismo tiempo un enorme éxito comercial (fue en su momento el disco de jazz más vendido de la historia) y el desprecio de parte de cierto sector de la crítica más purista. El tiempo ha dado la razón a la visión de Hancock, y "Head Hunters" es un disco que ha resultado enormemente influyente no sólo para los artistas de jazz, sino también para los músicos de funk, soul y Hip hop.
En 1974 Hancock  publica Thrust, un disco que contaba con la misma banda (a excepción del baterista Mike Clark, que sustituía a Harvey Mason) y que continuaba explorando las vías abiertas por su predecesor: vibrantes ybases rítmicas de corte funky que servían como soporte para el desarrollo de unos temas tremendamente complejos desde el punto de vista armónico. La llegada del nuevo batería implicó una nueva perspectiva rítmica, más sofisticada y compleja, y Hancock continua investigando el mundo de los sintetizadores y las nuevas tecnologías al servicio de la música, un campo en pleno desarrollo a mediados de los 70.
1975 trae consigo la edición del primer disco a nombre de la banda, producido por Hancock pero sin la participación directa de éste. Survival of the Fittest contaba con Clark (ds), Jackson (b), Summers (perc) y Maupin (sax), a los que se unía como parte de la sección rítmica DeWayne "Blackbird" McKnight, un guitarrista que había trabajado con Hancock y grabaría Man-Child y Flood. 
El disco contaba con otros artistas invitados (Zak Diouf, Baba Duru Oshun o Harvey Mason entre ellos), y aun ante la ausencia de Hancock funcionó a la perfección; la compenetración entre todos los músicos -especialmente entre Jackson, Clark y Summers- resultaba perfecta y el disco fue calificado por la crítica como "el álbum de funk espacial definitivo". En ese mismo año, 1975, sale a la venta, exclusivamente en Japón, el doble álbum Flood, grabado en directo un año antes. El álbum sale bajo el nombre de Hancock, pero contaba con todos los miembros de la banda, y reutiliza algunos de los temas editados en álbumes anteriores. A diferencia de sus trabajos americanos de la época, Hancock muestra cierta preferencia por el piano acústico, y las complejidades rítmicas de Clarke hacen del disco un trabajo poco apropiado para las pistas de los clubs underground.
Tras Straight from the Gate, editado en 1977, los miembros del grupo se dedican a proyectos personales y a su actividad como músicos de estudio. El regreso de la banda tiene lugar dos décadas más tarde, con el álbum Return of the Headhunters, un disco en el que Hancock participaba en cuatro temas y que mantenía intacto el mismo espíritu funk característico de los mejores trabajos de la banda, si bien los lógicos cambios de producción le daban un aire más contemporáneo. Maupin, Clark, Jackson y Summers, todos en plena forma, elaboraban un disco más simplificado de lo habitual, que contaba asimismo con importantes colaboraciones: Billy Childs o Patrice Rushen al piano y teclados y la voz de N'Dea Davenport, exvocalista del grupo británico de acid jazz Brand New Heavies.
En 2003 se edita Evolution Revolution. Sólo Bill Summers y Paul Jackson permanecían de entre los miembros originales, incluyendo a nuevos valores como e saxofonista Donald Harrison. El álbum, sin Hancock, es bien acogido por la crítica, portando nuevos aires al moribundo movimiento fusion, mostrando un sano eclecticismo estilístico y demostrando que un disco de jazz todavía podía ser rentable. Tras sucesivas idas y venidas de los miembros originales de la banda, en 2007 se organiza un tour europeo con T.M. Stevens sustituyendo al Paul Jackson que se cristaliza en la edición, al año siguiente, del doble directo On Top: Live in Europe.

## Miembros
- Herbie Hancock, Paul Potyen (Straight from the gate, 1977) : Piano, piano eléctrico, clavinet y sintetizadores.
- Bennie Maupin: Saxos, clarinetes y flautas.
- Paul Jackson, T.M. Stevens: Bajo eléctrico.
- Harvey Mason, James Levi, Mike Clark, James Gadson: Batería.
- Bill Summers, Kenneth Nash: Percusiones.
- Ray Parker, Wah-Wah Watson, DeWayne "Blackbird" McKnight: Guitarra eléctrica.

## Discografía

### Con Herbie Hancock
- Head Hunters (1973, Columbia)
- Thrust (1974, Columbia)
- Flood (1975, Columbia)

### Sin Herbie Hancock
- Survival of the Fittest (1975, Arista)
- Straight From The Gate (1977, Arista)
- Return of the Headhunters! (1998, Verve)
- Evolution Revolution (2003, Basin Street)
- On Top - Live In Europe (2008, BHM Productions)